# アルメニア祖語
アルメニア祖語は、言語学的手法によって再構される、アルメニア語のより早い段階の文証されていない言語である。アルメニア語はインド・ヨーロッパ語族のこの語派の唯一の知られた言語であり、早い段階を再構するために比較手法を使うことはできない。代わりに、内的再構と、インド・ヨーロッパ祖語と他の言語の再構を使った外的な再構の組み合わせを使って、言語学者はより早い時代のアルメニア語の歴史を組み立てている。

## 定義
ただひとつの言語の一般的な祖先としてのアルメニア祖語という術語には明確な定義が無い。一般に、これはインド・ヨーロッパ祖語と最も早い段階の古典アルメニア語の文証の間の祖先の段階の変種を含んだものとして考えられている。
最も早いアルメニア語の記録は5世紀のMesrop Mashtotsの聖書の翻訳である。この言語のより早い歴史はよく分かっておらず、多くの推測の主題である。
アルメニア語がインド・ヨーロッパ語であることは明白であるが、その発展は不透明である。現代の研究は紀元前3千年紀後期にはすでに異なる言語集団が完成していたと提案している。

## アルメニア祖語の音韻論的発展
アルメニア祖語の音韻変化は多様であり、奇抜である（たとえば *dw- が erk- をもたらしたように）。また、多くの場合においてよく分かっていない。このためアルメニア語はすぐにインド・ヨーロッパ語族の語派であることがその状態ゆえに認められず、Heinrich Hübschmannがこれが独立した語派であると1874年に確立するまでは、これらは非常に変化した単なるイラン語であると考えられていた。
多くの現代の研究者はギリシャ・アルメニア仮説を否定しており、これらの二つの言語の間の言語的近接が水増しされたものであると提案している。Clackson (2008) はアルメニア語がインド・イラン諸語と同じ程度にギリシャ語やフリュギア語に近いと断言している。Ronald I. Kimは特有の形態論的発展がアルメニア語とバルト・スラヴ諸語を関係させると指摘している。

いくつかの環境でアルメニア語では帯気破裂音はよりw, h, ∅に大きく弱化しており、インド・ヨーロッパ祖語（対格）*pódm̥ 「脚（foot）」 > アルメニア語 otn vs. ギリシア語 (対格) póda, インド・ヨーロッパ祖語 *tréyes 「三（three）」 > アルメニア祖語 erekʿ vs. ギリシア語 treis。
Diakonoffによればアルメニア語は、フルリ語（とウラルトゥ語）、ルウィ語、ムシュキ語との融合物（amalgam）であり、歴史的区域に到達した後にアルメニア祖語は巨大な影響を最終的に置き換えられた言語に受けたと考えられ、例えば、アルメニア語の音韻論はウラルトゥ語の大きな影響を受けていると見られ、長期の二重言語使用を示唆する。（”The Armenians according to Diakonoff, are then an amalgam of the Hurrians (and Urartians), Luvians and the Mushki. After arriving in its historical territory, Proto-Armenian would appear to have undergone massive influence on part the languages it eventually replaced. Armenian phonology, for instance, appears to have been greatly affected by Urartian, which may suggest a long period of bilingualism.”の試訳）
| PIE  | アルメニア祖語 | 特殊な発展            |
| ---- | -------------- | --------------------- |
| *p   | h              | Ø, w, pʿ              |
| *t   | tʿ             | y, d                  |
| *ḱ   | s              | š ( PIE *ḱw>Arm.š), Ø |
| *k   | kʿ             | x, g, čʿ              |
| *kʷ  | kʿ             | x, g, čʿ              |
| *b   | p              |                       |
| *d   | t              |                       |
| *ǵ   | c              |                       |
| *g   | k              | c                     |
| *gʷ  | k              | c                     |
| *bʰ  | b              | w                     |
| *dʰ  | d              | ǰ                     |
| *ǵʰ  | j              | z                     |
| *gʰ  | g              | ǰ                     |
| *gʷʰ | g              | ǰ, ž                  |
| *s   | h              | s, Ø, *kʿ             |
| *h₁  | Ø              | e-                    |
| *h₂  | h              | a-, Ø                 |
| *h₃  | h              | a-, Ø                 |

Diakonoff (1985) と Greppin (1991) は少数の古典アルメニア語がフルリ・ウラルトゥ諸語起源であることがありうるとして語源を構築している。
- agarak 「野（field）」← フルリ語 awari 「野（field）」
- ałaxin 「奴隷の少女（slave girl）」← フルリ語 al(l)a(e)ḫḫenne;
- arciw 「鷹（eagle）」← ウラルトゥ語 Arṣiba, 「鷹（eagle）」の意味を持つと推測される固有名詞に見られる。
- art "field" ← フルリ語 arde 「町（town）」（Diakonoff及びFournetによって否定）
- astem 「人の先祖を明らかにする（to reveal one's ancestry）」← フルリ語 ašti 「女、妻（woman, wife）」
- caṙ 「木（tree）」← フルリ語 ṣârə 「庭（garden）」
- cov 「海（sea）」← ウラルトゥ語 ṣûǝ 「（内）海（(inland) sea）」
- kut 「穀物（grain）」← フルリ語 kade 「大麦（barley）」（Diakonoffにより否定。ギリシア語kodomeýs「大麦焙煎機（barley-roaster）」に近い）
- maxr ~ marx 「松（pine）」← フルリ語 māḫri 「モミ、セイヨウネズ（fir, juniper）」
- pełem 「掘る、発掘する（dig, excavate）」← ウラルトゥ語 pile 「運河（canal）」、フルリ語 pilli （Diakonoffにより否定）
- salor ~ šlor 「梅（plum）」← フルリ語 *s̄all-orə or Urartian *šaluri （アッカド語 šallūru 「梅（plum）」参照);
- san "kettle" ← ウラルトゥ語 sane 「やかん、ポット（kettle, pot）」
- sur "sword", ← ウラルトゥ語 šure 「剣（sword）」フルリ語 šawri 「武器、槍（weapon, spear）」（Diakonoffは疑いながら考察している）
- tarma-ǰur 「湧き水（spring water）」← フルリ語 tarman(l)i 「泉（spring）」
- ułt 「ラクダ（camel）」← フルリ語 uḷtu 「ラクダ（camel）」
- xarxarel 「破壊する（to destroy）」← ウラルトゥ語 harhar-š- 「破壊する（to destroy）」
- xnjor 「林檎（apple）」← フルリ語 ḫinzuri 「林檎（apple）」（これ自身はアッカド語 hašhūru, šahšūruに由来）

Arnaud Fournetはさらに借用語を提案している。

## 歴史
アルメニア祖語の起源は研究者の議論の主題である。アルメニア仮説はアルメニア語がその場での紀元前3千年のインド・ヨーロッパ祖語の発展形であると推測するであろうが、さらに一般的なクルガン仮説はこれがアルメニア高原にバルカンあるいはコーカサスを通って到達したことを示唆する。アルメニア祖語を話していたひとびとのアルメニア高原への到着は前1200年紀のカタストロフ（紀元前1200年以前のどこかの時期）に発生したと仮定される。
この地域のアルメニア語の発生についての理論は古バルカン語を話す入植者は（ムシュキと/あるいは遡及的にアルメニア・フリュギア人と名付けられる）フリュギア人に関連付けられ、彼らはすでにこの地域の西部に移住し、ウラルトゥのヴァン王国の建国に先立っていた。かれらはメディア王国のもとで支配者層になり、アケメネス朝に従われた。アルメニア語におけるウラルトゥ語の単語の存在とウラルトゥ語へのアルメニア語からの借用語はこれらの二つの言語の間での長いあいだの言語接触と、長期間にわたる二重言語使用を示唆する。

『Encyclopedia of Indo-European Culture』（英語版）によると、
Diakonoffによればアルメニア語は、フルリ語（とウラルトゥ語）、ルウィ語、およびIE（インド・ヨーロッパ語）をアナトリアを通って西に運んだアルメニア祖語・ムシュキ（英: Proto-Armenian Mushki）との融合物（amalgam）であり、歴史的区域に到達した後にアルメニア祖語は巨大な影響を最終的に置き換えられた言語に受けたと考えられる。例えば、アルメニア語の音韻論はウラルトゥ語の大きな影響を受けていると見られ、長期の二重言語使用を示唆するかもしれない。（“The Armenians according to Diakonoff, are then an amalgam of the Hurrian (and Urartians), Luvians [Luwians] and the Proto-Armenian Mushki who carried their IE [Indo-European] language eastwards across Anatolia. After arriving in its historical territory, Proto-Armenian would appear to have undergone massive influence by the languages it eventually replaced. Armenian phonology, for instance, appears to have been greatly affected by Urartian, which may suggest a long period of bilingualism.”の試訳）
ある他の説はアルメニア祖語の話者はHayasans、Diauehiと/あるいはEtiuniのようなアルメニア高原北部に先住する部族であることを提案している。これらの集団はヒッタイト人、ウラルトゥ人、アッシリア人のような近隣の民族ののこした記録のみからしられるものであるが、アルメニア語の語源はこれらの名前として推薦されている。ウラルトゥ語は高貴な支配者層に使われる一方、彼らが支配した階層は多言語話者であった可能性があり、これらの民族の一部はアルメニア語をはなしていた可能性がある。もしこれらの集団が最初にコーカサス地方かアルメニア高原からきたとすれば、これはフリュギア/ムシュキ説と調和する。

## 脚註
1. 1 2  Kim, Ronald (2018). "Greco-Armenian: The persistence of a myth". Indogermanische Forschungen. The University of British Columbia Library: 247–271. doi:10.1515/if-2018-0009. Retrieved 9 June 2019.
2. ↑  Karl Brugmann, Grundriss der vergleichenden Grammatik der indogermanischen Sprachen (1897) Das Armenische (II), früher fälschlicherweise für iranisch ausgegeben, von H. Hübschmann KZ. 23, 5 ff. 400 ff. als ein selbständiges Glied der idg. Sprachfamilie erwiesen
3. ↑  Vavroušek P. (2010). "Frýžština". Jazyky starého Orientu. Praha: Univerzita Karlova v Praze. p. 129. ISBN 978-80-7308-312-0.
4. ↑  J. P. Mallory, Douglas Q. Adams. (1997). Encyclopedia of Indo-European culture. London: Fitzroy Dearborn Publishers. p. 419. ISBN 9781884964985.
5. 1 2  Clackson James P.T. (2008). "Classical Armenian". The Ancient Languages of Asia Minor. New York: Cambridge University Press. p. 124.
6. ↑  “Armenians” in Encyclopedia of Indo-European Culture, edited by J. P. Mallory and Douglas Q. Adams, Fitzroy Dearborn, 1997.
7. ↑  Matasovic, Ranko (2009). A Grammatical Sketch Of Classical Armenian. Zagreb. pp. 10–15.
8. ↑  Archív Orientalni. 2013. About the vocalic system of Armenian words of substratic origin. (81.2:207–22) by Arnaud Fournet
9. ↑  Gamkrelidze, Tamaz V.; Ivanov, Vyacheslav (1995). Indo-European and the Indo-Europeans: A Reconstruction and Historical Analysis of a Proto-Language and Proto-Culture. Part I: The Text. Part II: Bibliography, Indexes. Walter de Gruyter. ISBN 978-3-11-081503-0.
10. ↑  Mallory, J. P.; Adams, Douglas Q. (1997). Encyclopedia of Indo-European culture. London: Fitzroy Dearborn. p. 30. ISBN 978-1884964985. OCLC 37931209. Armenian presence in their historical seats should then be sought at some time before c 600 BC; ... Armenian phonology, for instance, appears to have been greatly affected by Urartian, which may suggest a long period of bilingualism.
11. ↑  Greppin, John A.C. and Igor Diakonoff Some Effects of the Hurro-Urartian People and Their Languages upon the Earliest Armenians, Oct–Dec 1991, pp. 727.[1]
12. ↑  (in Armenian) Katvalyan, M. and Karo Ghafadaryan. Ուրարտու [Urartu]. Armenian Soviet Encyclopedia. Yerevan: Armenian Academy of Sciences, 1986, vol. 12, pp. 276–283.
13. ↑  Samuelian, Thomas J. (2000). Armenian origins: an overview of ancient and modern sources and theories. Iravunq Pub. House.
14. ↑  Uchicago.edu
15. ↑  Redgate, Anne Elizabeth (2000). The Armenians. Wiley. ISBN 978-0-631-22037-4., p. 50
16. ↑  Petrosyan, Armen (英語). The Armenian Elements in the Language and Onomastics of Urartu.
17. ↑  Encyclopedia of Indo-European culture. Mallory, J. P., Adams, Douglas Q. London: Fitzroy Dearborn. 1997. p. 30. ISBN 978-1884964985. OCLC 37931209. Armenian presence in their historical seats should then be sought at some time before c 600 BC; ... Armenian phonology, for instance, appears to have been greatly affected by Urartian, which may suggest a long period of bilingualism.
18. ↑  Greppin, John A.C. and Igor Diakonoff Some Effects of the Hurro-Urartian People and Their Languages upon the Earliest Armenians, Oct-Dec 1991, pp. 727.[2]
19. ↑  "Armenians" in Adams, Douglas Q. (1997). Encyclopedia of Indo-European Culture. Taylor & Francis. ISBN 978-1-884964-98-5.
20. ↑  “SMEA” (英語). 2020年3月27日閲覧。